# Ганс Ліпінскі
Вільгельм Ганс Ліпінскі (нім. Wilhelm Hans Lipinski; 20 лютого 1916, Чернівці, Австро-Угорщина — 17 серпня 1998, Унна, Німеччина) — німецький офіцер і хімік, дипломований інженер, доктор природничих наук, гауптштурмфюрер резерву СС (30 січня 1945). Кавалер Лицарського хреста Залізного хреста.

## Біографія
Закінчив Чернівецький та Браслауський університети. З 1 листопада 1937 по 1 листопада 1938 служив у румунській армії. Потім переїхав у Німеччину. 24 травня 1940 року в СС (посвідчення №452 007). З серпня 1941 року служив в зенітному дивізіоні СС «Схід», з 1 жовтня 1941 по 5 травня 1942 року — командир гармати. В 1942 році закінчив юнкерське училище СС в Бад-Тельці. З лютого 1943 року служив у 1-му зенітному дивізіоні Лейбштандарту. Учасник Німецько-радянської війни. В 1943 році — асистент хіміко-технічного інституту Берлінського вищого технічного училища. З 14 лютого 1944 року — командир 1-ї батареї 18-го зенітного дивізіону дивізії СС «Горст Вессель». В 1945 році за наказом Генріха Гіммлера переведений в Головне адміністративно-господарське управління СС для розробки методу виробництва бензину з ялинкових коренів.

## Нагороди
- Залізний хрест 2-го і 1-го класу
- Лицарський хрест Залізного хреста (2 січня 1945)